# Erannis effusa
Erannis effusa là một loài bướm đêm trong họ Geometridae.